# Hercostomus dactylocera
Hercostomus dactylocera är en tvåvingeart som först beskrevs av Patrick Grootaert och Henk J.G. Meuffels 2001.  Hercostomus dactylocera ingår i släktet Hercostomus och familjen styltflugor.
Artens utbredningsområde är Thailand. Inga underarter finns listade i Catalogue of Life.